# Sant Martí de Correà
Sant Martí de Correà és una església de culte catòlic i una parròquia situada en el nucli de Correà, entre els municipis de Montmajor i l'Espunyola. A l'edat medieval la parròquia de Correà depenia de la Vall de Lord. En l'actualitat és una parròquia del Bisbat de Solsona i té cases als municipis de Montmajor i de l'Espunyola. El temple està protegit com a bé cultural d'interès local.

## Ubicació i rodalia
Sant Martí de Correà és una església que està situada al nucli de Correà, entre els municipis de Montmajor i l'Espunyola. Per a arribar-hi, cal prendre el primer trencant a la dreta a l'inici de la carretera entre Montmajor i Solsona (C-26), a pocs quilòmetres del nucli principal del municipi de Montmajor. Als voltants de Sant Martí de Correà hi ha la Creu missionera de Correà i les ruïnes del Castell de Correà.

## Descripció
L'església actual de Sant Martí de Correà és una construcció del segle xvii d'estil clàssic rural. Per la banda de fora té la pedra regular i la nau està coberta per una teulada de doble vessant i té la rectoria adossada a la banda de migjorn.

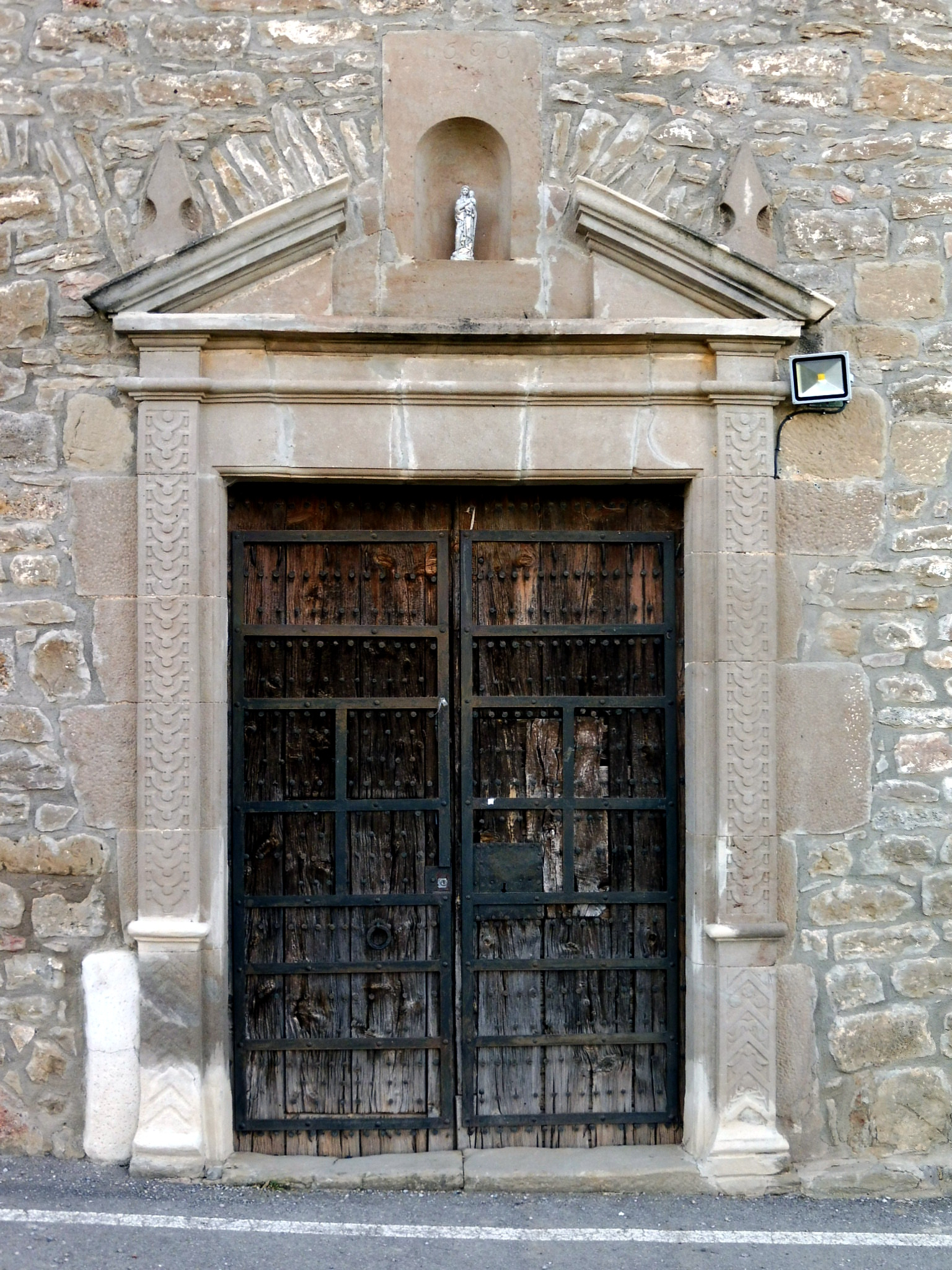
Portada

 La seva orientació és de ponent a llevant i la porta principal està a la banda occidental, igual que les esglésies medievals perquè quan la van reconstruir a aquesta època s'hi van aprofitar part dels murs medievals que encara són visibles a la dreta de la façana. La coberta de la nau única del temple té una volta de canó que està flanquejada per capelles laterals que tenen diversos altars barrocs. El retaule de Sant Martí (1717 presideix l'altar major. A la capella lateral esquerra hi ha el retaule de la Mare de Déu del Roser (1729), daurat per Miquel Pernau). Els altres altars de Sant Miquel de Correà són d'estil neoclàssic: el de Sant Antoni de Pàdua (segle xviii), el del Sant Crist (segle xviii), que està molt malmès i el de Sant Isidre (segle xviii), que té elements de marbre esculpit.
El campanar de Sant Martí de Correà té una planta en forma quadrada i està adossat a la banda septentrional del temple i que segueix l'estructura dels altres campanars construïts a la comarca durant el segle xvii: té quatre obertures d'arc de mig punt per a posar-hi les campanes i està rematat a la seva part superior per una barana de pedra.
La porta principal té una llinda horitzontal i a sobre seu hi ha un ull de bou.
Al Museu Diocesà i Comarcal de Solsona s'hi conserva un fragment d'una taula policromada renaixentista de Sant Adjutori.

## Història
L'any 839 surt esmentada Sant Martí de Correà a l'acta de consagració de la Catedral de la Seu d'Urgell. Els senyors feudals de l'Espunyola eren els amos de moltes de les cases que havien estat dels Correà. Abans de l'any 1000 ja existia la primera església que era d'estil preromànic i al segle xii s'hi va construir un temple romànic. Al segle xvii es va fer el temple nou. Aquest es va iniciar a construir l'any 1693 pel mestre d'obres Miquel Garriga i Giralt. El mur de la banda septentrional ja existia a l'antic temple i fou reaprofitat. El 1717 es comença a realitzar l'altar major i el 1736 en Miquel Pernau el va començar a daurar. Es creu que molts dels retaules de l'església foren fets per l'escultor Segimon Pujol de Folgueroles.
Entre la Guerra del Francès i la Segona Guerra Carlina es va fer el manteniment de les parets del cementiri vell i s'hi van fer petites millores. El 1853 es va construir l'armari de la sagristia. La imatge de la Mare de Déu dels Torrents (segle xiii) que procedia del Santuari dels Torrents es va instal·lar a l'altar major de Sant Martí de Correà.